# Горьківський військовий округ
Го́рьківський військо́вий о́круг (ГорВО) — одиниця військово-адміністративного поділу в СРСР, один з військових округів, що існував у період з 1945 по 1946 та з 1949 по 1953. Управління округу знаходилося в місті Горький.

## Історія
Горьківський військовий округ був утворений 9 липня 1945 року на території, що включала Горьковську, Івановську, Костромську області і Мордовську АРСР, а при повторному формуванні також території Кіровської області, Марійської, Чуваської й Удмуртської АРСР.
На формування управління округу задіяти польове управління 49-ї армії.
Після розформування в 1953 територія і війська передані в Московський, Приволзький і Уральський військові округи.

## Командування
- Командувачі:
  - 1945—1946 — генерал-лейтенант Смирнов І. К.
  - 1949—1953 — генерал-лейтенант Щербаков В. І.